# Distretto di Wieruszów
Il distretto di Wieruszów (in polacco powiat wieruszowski) è un distretto polacco appartenente al voivodato di Łódź.

## Geografia antropica

### Suddivisioni amministrative
Il distretto comprende 7 comuni.
- Comuni urbano-rurali: Wieruszów
- Comuni rurali: Bolesławiec, Czastary, Galewice, Lututów, Łubnice, Sokolniki